# Nicky Chinn
Nicky Chinn, född 16 maj 1945 i London, England, är en brittisk sångtextförfattare som har skrivit många kända låtar tillsammans med kompositören Mike Chapman. Deras låtar blev under 1970-talet hits för artister som Sweet, Suzi Quatro, Smokie och Racey.